# Kaľamenová
Kaľamenová (in ungherese Turóckelemenfalva) è un comune della Slovacchia facente parte del distretto di Turčianske Teplice, nella regione di Žilina.